# Ґоласкурі
Ґоласкурі (груз. გოლასკური) — село в Грузії.
За даними перепису населення 2014 року в селі проживає 419 осіб.